# Piet de Ruiter (PvdA)
Piet Arie de Ruiter (Schiedam, 23 april 1939 – Capelle aan den IJssel, 15 augustus 2014) was een Nederlands politicus namens de PvdA. Hij was van 1971 tot 1976 lid van de Tweede Kamer.
De Ruiter studeerde economie aan de Nederlandse Economische Hogeschool te Rotterdam. Hij schreef voor het tijdschrift Economisch Statistische Berichten (ESB) en was columnist voor Haagse Post. Hij werd bekend met zijn macro-economische analyses. De Ruiter was lid van de Rijnmondraad en kwam in 1971 in de Tweede Kamer waar hij woordvoerder midden- en kleinbedrijf en economische zaken was. Per februari 1976 verliet hij de Kamer tussentijds om gecommitteerde van het Openbaar Lichaam Rijnmond te worden waar hij belast was met economische aangelegenheden, openbare nutsbedrijven en voorlichting. In 1981 werd hij eerst plaatsvervangend en later hoofd economisch beleid bij het Ministerie van Economische Zaken. Van 1984 tot 1989 was De Ruiter directeur economische zaken van de gemeente Rotterdam. Nadien was hij werkzaam als projectleider en procesmanager bij consultancybedrijven en overheden. De Ruiter was gehuwd en kreeg twee kinderen.